# Konrad Weise
Konrad Weise (Greiz, 17 agosto 1951) è un allenatore di calcio ed ex calciatore tedesco orientale, dal 1990 tedesco, di ruolo difensore.

## Carriera

### Giocatore

#### Club
Dopo avere iniziato a giocare nelle giovanili del Fortschritt Greiz, Weise approdò nel 1966 al Carl Zeiss Jena. Debuttò in prima squadra nel 1970 e vi giocò fino al 1986, anno del ritiro, 310 partite in DDR-Oberliga andando a segno in 17 occasioni. Con la squadra della Turingia vinse tre FDGB Pokal.

#### Nazionale
Con la Germania Est giocò in tutto 86 partite (di cui 8 non ritenute ufficiali dalla FIFA) impreziosite da 2 reti (una in gare ufficiali). Il debutto avvenne il 26 luglio 1970 a Jena contro l'Iraq, dove segna il gol del definitivo 5-0; giocò l'ultima partita il 10 ottobre 1981 a Lipsia nella sconfitta per 3-2 contro la Polonia. Partecipò ai Giochi olimpici di Monaco di Baviera 1972 e Montréal 1976 e al campionato del mondo 1974.
Nelle fasi finali delle tre manifestazioni a livello mondiale - Coppa del Mondo '74 (squadra eliminata dall'Olanda), Giochi Olimpici '72 e '76 - ha giocato da titolare tutte e 18 le partite senza mai essere stato sostituito. Inoltre, con 86 gare si trova al quarto posto assoluto tra i giocatori tedesco orientali con più presenze in Nazionale: prima di lui soltanto Streich (102), Doerner (100) e Croy (96).

### Allenatore
Terminata la carriera di calciatore, ebbe brevi esperienze con le panchine di Zwickau e 1. FC Gera 03.

## Palmarès

### Giocatore

#### Club
- FDGB Pokal: 3

1972, 1974, 1980

#### Nazionale
- Bronzo olimpico: 1

Monaco di Baviera 1972
- Oro olimpico: 1

Montréal 1976